# Max Fercondini
Max Kablukow Fercondini (São Paulo, 1 de setembro de 1985) é um ator e apresentador ítalo-brasileiro. É irmão do ator Jean Fercondini. 

## Carreira
Iniciou a carreira como ator aos quatorze anos, quando foi convidado para atuar nas novelas da Rede Globo. Desde então participou de mais de uma dezena de trabalhos na emissora, dentro de toda a grade de novelas e minisséries. 
Em 2009 passou a apresentar o programa Globo Ecologia, substituindo Guilherme Berenguer. A partir daí, alternava as gravações do programa e as novelas.
Desde 2018, mora em um veleiro atracado em Lisboa, Portugal. Anteriormente, aventurou-se por regiões inóspitas da América do Sul, a bordo de um avião monomotor e de um motorhome.

## Filmografia

### Televisão
| Ano     | Título                   | Personagem                             | Notas                                   |
| ------- | ------------------------ | -------------------------------------- | --------------------------------------- |
| 2000    | Esplendor                | Frederico Berger Junior (Freddy)       |                                         |
| 2000    | Laços de Família         | Fábio Marcondes Mendes                 |                                         |
| 2001–02 | Malhação                 | Leonardo Ferreira (Léo)                | Temporada 8                             |
| 2003    | Agora É que São Elas     | Hugo Pitombo                           |                                         |
| 2004    | Um Só Coração            | João Cândido de Sousa Borba (Candinho) |                                         |
| 2004    | Começar de Novo          | Murilo Nóbrega                         |                                         |
| 2005    | Linha Direta             | Alexandre Laks                         | Episódio: "Caso Mengele"                |
| 2006    | Tecendo o Saber          | Ovídio                                 | Episódio: "A Floresta Que Pede Socorro" |
| 2006    | Páginas da Vida          | Sérgio Toledo Flores                   |                                         |
| 2007    | Sete Pecados             | Aquiles Souza Quirino                  |                                         |
| 2008    | Ciranda de Pedra         | Conrado Cassini                        |                                         |
| 2009–14 | Globo Ecologia           | Apresentador                           |                                         |
| 2009    | Viver a Vida             | Dr. Ricardo Moreira                    |                                         |
| 2010    | Laços de Sangue          | Ricardo                                | Episódio: "20 de setembro"              |
| 2010    | A Princesa e o Vagabundo | Michel Landino                         | Especial de final de ano                |
| 2011    | Morde & Assopra          | Delegado Wilson Villanova              |                                         |
| 2012    | Super Chef Celebridades  | Participante                           | Temporada 1                             |
| 2013    | Flor do Caribe           | Tenente Ciro Albuquerque               |                                         |
| 2014–16 | Como Será?               | Repórter                               |                                         |

### Filmes
| Ano  | Título                          | Personagem      | Notas          |
| ---- | ------------------------------- | --------------- | -------------- |
| 2006 | Anfitriões                      | Pedro           | Curta-metragem |
| 2006 | O Maior Amor do Mundo           | Antônio (jovem) |                |
| 2007 | CD-Player                       | Amante          | Curta-metragem |
| 2011 | Uma Professora Muito Maluquinha | Mário           |                |